# Henry Stanhope (Lord Stanhope)
Henry Stanhope, Lord Stanhope (mort le 29 novembre 1634), est un noble et un homme politique anglais.

## Biographie
Il est le deuxième fils de Philip Stanhope (1er comte de Chesterfield) et de sa première épouse Catherine Hastings, fille de Francis Hastings, et Lord Hastings, le fils aîné de George Hastings, 4e comte de Huntingdon. Il est le frère de Ferdinando Stanhope et Arthur Stanhope, et l'oncle de James Stanhope, 1er comte Stanhope. Il entre à la Chambre des Communes en 1625, siégeant pour le Nottinghamshire dans les deux parlements suivants jusqu'à 1626. Dans le troisième parlement de 1628, il représente East Retford jusqu'à l'année suivante. Au couronnement du roi Charles Ier d'Angleterre en 1625, il est fait chevalier de l'Ordre du Bain .
Le 4 décembre 1628, il épouse Katherine Wotton, fille de Thomas Wotton (2e baron Wotton) à Boughton Malherbe dans le Kent. Ils ont deux filles et deux fils. Le premier fils, Wotton, meurt en bas âge et le second, Philip, succède à son grand-père comme comte. Il est mort intestat à St Martin-in-the-Fields, Londres et est enterré à Boughton Malherbe trois jours plus tard. Ayant été gouvernante de Marie, princesse royale et princesse d'Orange et ayant fourni de l'argent et des armes aux troupes royales pendant la guerre civile anglaise, son épouse est nommée comtesse de Chesterfield à vie par le roi Charles II d'Angleterre après la restauration anglaise .

## Enfants
Enfants avec Katherine Wotton, comtesse de Chesterfield:
- Mary Stanhope (née le 7 octobre 1629)
- Catherine Stanhope (décédée le 19 novembre 1662)
- Wotton Stanhope (mort en décembre 1632)
- Philip Stanhope (2e comte de Chesterfield) (1634 - 28 janvier 1714)